# 定公 (周)
定公（ていこう、? - ?）は、西周時代の周の国君で周公旦の後裔。
紀元前841年、周の厲王が暴虐であったため、国人の乱を引き起こした。厲王は逃走し、定公と召の穆公が政権を握った。これが共和（周召共和）であった。14年後、厲王は彘の地で崩御し、太子の姫静（宣王）が即位することで、共和行政は収束した。